# Michelberg
Michelberg är ett berg i Österrike.   Det ligger i distriktet Korneuburg och förbundslandet Niederösterreich, i den nordöstra delen av landet, 24 km norr om huvudstaden Wien. Toppen på Michelberg är 325 meter över havet.
Terrängen runt Michelberg är platt norrut, men söderut är den kuperad. Runt Michelberg är det ganska tätbefolkat, med 111 invånare per kvadratkilometer.. Närmaste större samhälle är Klosterneuburg, 12,8 km söder om Michelberg. 
Trakten runt Michelberg består till största delen av jordbruksmark.